# Илвоко (Вашингтон)
Илвоко (енгл. Ilwaco) град је у америчкој савезној држави Вашингтон. По попису становништва из 2010. у њему је живело 936 становника.

## Демографија
Према попису становништва из 2010. у граду је живело 936 становника, што је 14 (1,5%) становника мање него 2000. године.
| Група             | 2000.       | 2010.       |
| Белци             | 858 (90,3%) | 828 (88,5%) |
| Афроамериканци    | 5 (0,5%)    | 3 (0,3%)    |
| Азијати           | 4 (0,4%)    | 5 (0,5%)    |
| Хиспаноамериканци | 50 (5,3%)   | 53 (5,7%)   |
| Укупно            | 950         | 936         |